# Danny Ward (futbolista inglés)
Daniel Carl Ward (Bradford, Inglaterra, 11 de diciembre de 1991) es un futbolista británico. Juega de delantero y su equipo actual es el Huddersfield Town A. F. C. de la League One de Inglaterra.

## Carrera

### Bolton Wanderers
Se unió a las inferiores del Bolton Wanderers en 2007. Debutó con el primer equipo el 15 de agosto de 2009 contra el Sunderland en la Premier League, encuentro que terminó en derrota por 1-0 de local. 
El 26 de noviembre de 2009 firmó un préstamo por un mes al Swindon Town, y el 28 de diciembre de 2009 marcó su primer gol profesional en la victoria por 3-1 ante el Yeovil Town. 
El 7 de septiembre de 2010 renovó su contrato con el Bolton por tres años, y tres días después firmaría un préstamo por tres meses con el Coventry City. Regresó el 15 de octubre a Bolton para una operación en la ingle que lo dejaría fuera hasta marzo siguiente. 

### Huddersfield Town
Llegó el 15 de marzo de 2011 a préstamo al Huddersfield Town de la League One para el resto de la temporada. Debutó como sustituto en la victoria 1-0 frente al Brentford en Griffin Park el mismo día. Esta temporada jugó la final de los playoffs de la League One en Old Trafford que el Huddersfield perdería por 3-0 ante el Peterborough United.
El 11 de julio de 2011 firmó un contrato por tres años con el Huddersfield Town en un fichaje de un millón de libras. Terminó la temporada 2011-12 registrando 47 encuentros disputados en todas las competencias y anotando cinco goles, temporada en que el Huddersfield ganó los playoffs y llegó a la Championship luego de derrotar al Sheffield United por 8-7 en los penales en la final de Wembley.

### Rotherham United
El 9 de enero de 2015 llegó a préstamo al Rotherham United por 28 días. Tres días después se comfirmó que ficharía por el club. 

### Cardiff City
El 23 de junio de 2017 firmó un contrato por tres años con el Cardiff City por un traspaso de 1,6 millones de libras. Debutó con el club en el primer encuentro de la temporada 2017-18, como sustituto por Junior Hoilett en la victoria por 1-0 contra el Burton Albion. Anotó su primer gol para el club ante el Fulham en el empate 1-1 el 9 de septiembre. El Cardiff logró regresar a la Premier League al final de la temporada.
Regresó en el primer encuentro de la temporada 2018-19, en la derrotra por 2-0 ante el Bournemouth. Marcó su primer gol este año contra el Arsenal el 2 de septiembre de 2018.
Tras haber finalizado su contrato con el equipo galés, el 17 de agosto de 2020 se hizo oficial su regreso al Huddersfield Town A. F. C. para las siguientes tres temporadas.

## Estadísticas
Actualizado al 29 de diciembre de 2024.
| Bolton Wanderers F. C. Inglaterra                                                                                                  | 1.ª           | 2009-10       | 2   | 0  | 0  | 0 | 2   | 0  |
| Bolton Wanderers F. C. Inglaterra                                                                                                  | Total club    | Total club    | 2   | 0  | 0  | 0 | 2   | 0  |
| Swindon Town F. C. Inglaterra | 3.ª           | 2009-10       | 31  | 9  | 1  | 0 | 32  | 9  |
| Swindon Town F. C. Inglaterra | Total club    | Total club    | 31  | 9  | 1  | 0 | 32  | 9  |
| Coventry City F. C. Inglaterra | 2.ª           | 2010-11       | 5   | 0  | —  | — | 5   | 0  |
| Coventry City F. C. Inglaterra | Total club    | Total club    | 5   | 0  | 0  | 0 | 5   | 0  |
| Huddersfield Town A. F. C. Inglaterra                                                                                              | 3.ª           | 2010-11       | 10  | 4  | —  | — | 10  | 4  |
| Huddersfield Town A. F. C. Inglaterra                                                                                              | 3.ª           | 2011-12       | 42  | 4  | 5  | 1 | 47  | 5  |
| Huddersfield Town A. F. C. Inglaterra                                                                                              | 2.ª           | 2012-13       | 28  | 2  | 1  | 0 | 29  | 2  |
| Huddersfield Town A. F. C. Inglaterra                                                                                              | 2.ª           | 2013-14       | 38  | 10 | 2  | 0 | 40  | 10 |
| Huddersfield Town A. F. C. Inglaterra                                                                                              | 2.ª           | 2014-15       | 12  | 0  | 2  | 0 | 14  | 0  |
| Rotherham United F. C. Inglaterra                                                                                                  | 2.ª           | 2014-15       | 16  | 3  | —  | — | 16  | 3  |
| Rotherham United F. C. Inglaterra                                                                                                  | 2.ª           | 2015-16       | 34  | 4  | 2  | 0 | 36  | 4  |
| Rotherham United F. C. Inglaterra                                                                                                  | 2.ª           | 2016-17       | 41  | 11 | 2  | 1 | 43  | 12 |
| Rotherham United F. C. Inglaterra                                                                                                  | Total club    | Total club    | 91  | 18 | 4  | 1 | 95  | 19 |
| Cardiff City F. C. Gales | 2.ª           | 2017-18       | 18  | 4  | 2  | 0 | 20  | 4  |
| Cardiff City F. C. Gales | 1.ª           | 2018-19       | 14  | 1  | 2  | 0 | 16  | 1  |
| Cardiff City F. C. Gales | 2.ª           | 2019-20       | 30  | 7  | 3  | 1 | 33  | 8  |
| Cardiff City F. C. Gales | Total club    | Total club    | 62  | 12 | 7  | 1 | 69  | 13 |
| Huddersfield Town A. F. C. Inglaterra                                                                                              | 2.ª           | 2020-21       | 19  | 1  | 1  | 0 | 20  | 1  |
| Huddersfield Town A. F. C. Inglaterra                                                                                              | 2.ª           | 2021-22       | 43  | 14 | 4  | 0 | 47  | 14 |
| Huddersfield Town A. F. C. Inglaterra                                                                                              | 2.ª           | 2022-23       | 36  | 5  | 0  | 0 | 36  | 5  |
| Huddersfield Town A. F. C. Inglaterra                                                                                              | 2.ª           | 2023-24       | 21  | 3  | 0  | 0 | 21  | 3  |
| Huddersfield Town A. F. C. Inglaterra                                                                                              | 3.ª           | 2024-25       | 13  | 0  | 7  | 3 | 20  | 3  |
| Huddersfield Town A. F. C. Inglaterra                                                                                              | Total club    | Total club    | 259 | 43 | 22 | 4 | 281 | 47 |
| Total carrera | Total carrera | Total carrera | 450 | 82 | 34 | 6 | 484 | 88 |
| (1) Incluye playoffs de EFL Championship y League One. (2) Incluye FA Cup, Copa de la Liga de Inglaterra y Football League Trophy. |               |               |     |    |    |   |     |    |